# テンプルの軍使
『テンプルの軍使』 (テンプルのぐんし、Wee Willie Winkie) は1937年制作のアメリカ合衆国の映画。ジョン・フォード監督のドラマ。シャーリー・テンプル主演作。

## キャスト
- プリシラ・ウィリアムズ（ウィンキー）： シャーリー・テンプル
- マクダフ軍曹： ヴィクター・マクラグレン
- ウィリアムズ大佐： C・オーブリー・スミス
- ジョイス・ウィリアムズ（ウィンキーの母）： ジューン・ラング
- ブランディス中尉： マイケル・ウォーレン
- コーダ・カーン（反乱軍の指導者）： シーザー・ロメロ

## ストーリー
祖父のウィリアムズ大佐を訪ねてインドに来たプリシラ・ウィリアムズは、牢屋に入れられた反乱軍のリーダーと友人になる。やがて反乱軍が来襲する。

## 余話
シャーリー・テンプルの代表作の一つ。シャーリー・テンプルは、危険なスタントをこなし、ジューン・ラングに実際強く殴らせた。負傷したマクダフ軍曹が病院のベッドで死ぬ場面でシャーリー・テンプルが歌う「オール・ラング・ザイン」の歌は、抑制を利かせジョン・フォードに激賞された。原題のウィー・ウィリー・ウィンキーはイギリスの童謡からきている。